# Palaemon capensis
Palaemon capensis ist eine Garnelenart aus der Gattung der Felsengarnelen (Palaemon) innerhalb der Familie der Felsen- und Partnergarnelen (Palaemonidae). Sie ist ein Endemit Südafrikas und kommt sowohl im Süß- als auch im Brackwasser vor. Erstbeschrieben wurde sie 1897 unter dem Namen und heutigen Synonym Leander capensis.

## Merkmale
Barnard (1950) gibt für die Männchen eine maximale Länge von 48 mm und für die Weibchen eine maximale Länge von 66 mm an. Bei einer Sammlung von Süßwassergarnelen entlang der südlichen Küste Südafrikas wurden im Palmiet River beim größten Männchen von der Spitze des Rostrums bis zur Spitze des Telsons 56 mm und im Keiskamma River beim größten Weibchen eine Gesamtlänge von 75 mm gemessen. Nach der Erstbeschreibung ist das lanzettliche Rostrum gerade, auch an der Spitze die nie nach oben gebogen ist. Der freie Teil des Rostrum ist so lang oder etwas kürzer als der glatte Cephalothorax und reicht bis zum Vorderende der Schuppen der Antennen oder überragt diese ein wenig.

## Verbreitung und Lebensraum
Palaemon capensis ist die einzige bekannte, einheimische Süßwassergarnele die in der gemäßigten Cape Floristic Region in Südafrika vorkommt. Sie ist in den dunkelbraunen, sauren Flusssystemen der Westkap und Ostkap Provinz verbreitet. Ebenso wird von Vorkommen in Ästuaren berichtet. Das Vorkommen dieser als Süßwassergarnele angesehenen Art im salzigen Wasser der Ästuaren wirft die Frage auf, ob salziges Wasser in Flussmündungen in ihrem Lebenszyklus wie bei anderen in Flüssen lebenden Garnelen von Bedeutung ist. Versuche deuten darauf hin, dass ein Salzgehalt von wenigstens 1 bis 2,5 % für die Entwicklung von Larven im Stadium II notwendig sein könnte.